# Gabriel Meurier
Gabriel Meurier est un grammairien et lexicographe français (vers 1520, Avesnes-sur-Helpe - 1610),. On lui doit de nombreux proverbes et nombreuses citations. Il a écrit en moyen français, mais également en flamand et en espagnol.
On lui doit notamment les proverbes français suivants tirés de son ouvrage Recueil de sentences notables, dicts et dictons communs, adages, proverbes et refrains publié en 1568.
- Mieux vaut avoir qu'espoir.
- Un homme sans argent est un loup sans dents, qui signifie que, sans argent, nos moyens et notre influence dans la vie sont limités. Un loup sans dents n'impressionne personne[4].